# Карьяа
Ка́рьяа (фин. Karjaa, швед. Karis) — упразднённый город в провинции Уусимаа (губерния Южная Финляндия) в Финляндии. С 1 января 2009 года входит в объединённую коммуну Раасепори.
Численность населения составляет 9 155 человек (2008). Город занимает площадь 214,76 км² из которых водная поверхность составляет 17,94 км². Плотность населения — 46,51 чел/км².

## Уроженцы
- Мальмгрен, Ярл Эдвард (1908—1942) — финский футболист и хоккеист.